# Salo Cassirer
Salo Cassirer, eigentlich Simon Cassirer, (geboren am 18. September 1847 in Schwientochlowitz; gestorben am 17. März 1917 in Charlottenburg) war ein deutscher Industrieller aus der Familie Cassirer. Gemeinsam mit seinen Brüdern war er unter anderem als Holzhändler und Zellstoffproduzent in Breslau und Berlin aktiv.

## Leben
Salo Cassirer war das fünfte von zehn Kindern des Marcus Cassirer (1809–1879) und dessen Frau Jeannette, geborene Steinitz (1813–1889). Er wurde 1847 in Schwientochlowitz, heute Świętochłowice, geboren. Er heiratete Natalie, geborene Freund (1854–1906) und Schwester von Hedwig Freund, der späteren Frau seines Bruders Max Cassirer. Mit ihr hatte Salo drei Kinder: Paula (1876–1907), Käthe (1879–1909), Frau des Chemikers Paul Herrmann, und den Chemiker Erwin (1882–1914), der im Ersten Weltkrieg in Avioth fiel.
Salo Cassirer wurde 1874 Teilhaber des von seinem Bruder Eduard Cassirer gegründeten Holzgeschäfts Cassirer Söhne. Als seine Brüder Julius und Louis zu Beginn der 1880er Jahre die Gebr. Cassirer Bau- und Naturholzhandlung in Berlin aufbauten, ging er gemeinsam mit Eduard ebenfalls nach Berlin.
Am 29. Oktober 1889 trat er als auswärtiges Mitglied der Gesellschaft der Brüder in Breslau bei.
Die Holzhandlung in Breslau wurde von den beiden Söhnen Eduards als Dampfsägewerk und Holzhandlung Cassirer Söhne Martin und Ludwig bis 1929 geleitet und dann geschlossen. Gemeinsam mit Eudard Tillgner und mit Eduard gründete Salo Cassirer 1885 die Sulfit-Cellulose-Fabrik Tillgner & Co im schlesischen Ziegenhals/Głuchołazy. Auch Isidor und Max ließen sich im damals selbständigen Charlottenburg bei Berlin nieder.
Gemeinsam gründeten die Brüder 1899 die Włocławeker Sulfit-Cellulose-Fabrik J. & M. Cassirer im polnischen Włocławek, die von Max Cassirer geleitet wurde.

## Belege
1. ↑  Sigrid Bauschinger: Die Cassirers. Unternehmer, Kunsthändler, Philosophen. C.H.Beck, München 2015; S. 445–447. ISBN 978-3-406-67714-4.
2. ↑  Sigrid Bauschinger: Die Cassirers. Unternehmer, Kunsthändler, Philosophen. C.H.Beck, München 2015; S. 19. ISBN 978-3-406-67714-4.
3. ↑  Gedruckte Mitgliederliste von 1913; Web-Ressource der Centralna Biblioteka Judaistyczna.
4. ↑  Sigrid Bauschinger: Die Cassirers. Unternehmer, Kunsthändler, Philosophen. C.H.Beck, München 2015; S. 15. ISBN 978-3-406-67714-4.
5. ↑  Sigrid Bauschinger: Die Cassirers. Unternehmer, Kunsthändler, Philosophen. C.H.Beck, München 2015; S. 21. ISBN 978-3-406-67714-4.
6. ↑  Sigrid Bauschinger: Die Cassirers. Unternehmer, Kunsthändler, Philosophen. C.H.Beck, München 2015; S. 18. ISBN 978-3-406-67714-4.
7. ↑  Sigrid Bauschinger: Die Cassirers. Unternehmer, Kunsthändler, Philosophen. C.H.Beck, München 2015; S. 26. ISBN 978-3-406-67714-4.

| Personendaten    | Personendaten                     |
| ---------------- | --------------------------------- |
| NAME             | Cassirer, Salo                    |
| ALTERNATIVNAMEN  | Cassirer, Simon (wirklicher Name) |
| KURZBESCHREIBUNG | deutscher Industrieller           |
| GEBURTSDATUM     | 18. September 1847                |
| GEBURTSORT       | Schwientochlowitz                 |
| STERBEDATUM      | 17. März 1917                     |
| STERBEORT        | Charlottenburg                    |